# Burgstall Rattiszell
Burgstall Rattiszell bezeichnet eine abgegangene mittelalterliche Höhenburg in der niederbayerischen Gemeinde Rattiszell im Landkreis Straubing-Bogen. Die Anlage wird als Bodendenkmal unter der Aktennummer D-2-6941-0002 mit der Beschreibung „Wehranlage (Burgstall des Mittelalters)“. Untertägige mittelalterliche und frühneuzeitliche Befunde im Bereich der katholischen Pfarrkirche St. Benedikt und deren Vorgängerbauten sowie des Friedhofs stammen aus romanischer und gotischer Zeit. 

## Beschreibung

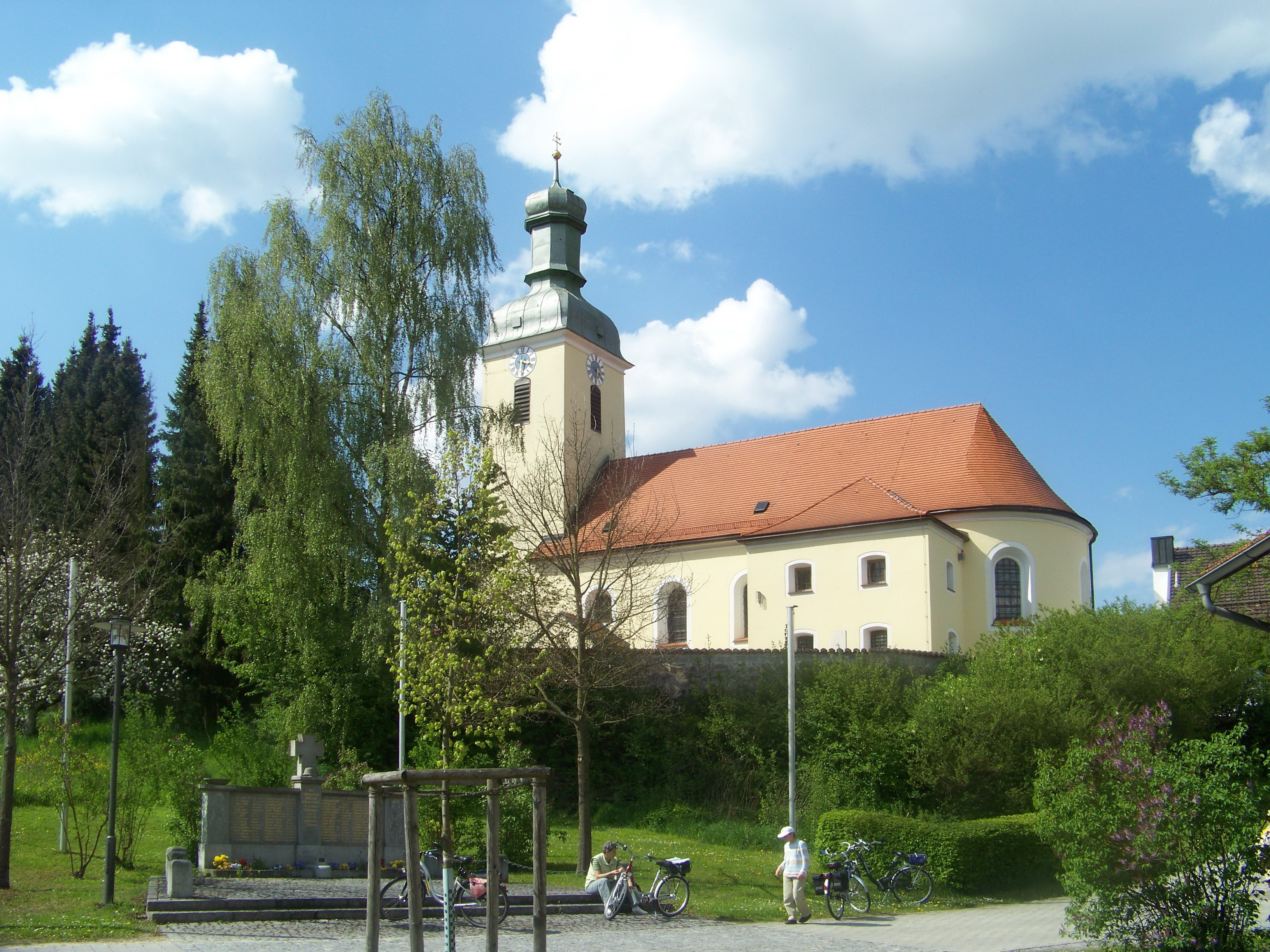
Pfarrkirche Sankt Benedikt in Rattiszell

Von dem Burgstall Rattiszell im Bereich der Pfarrkirche St. Benedikt von Rattiszell soll der Kirchturm ein Teil des ehemaligen Bergfrieds gewesen sein. Mit Ausnahme von zwei geringfügigen Bodenmulden im südlichen und nordwestlichen Friedhofsgelände, die eventuell die Reste eines umlaufenden Grabens sind, ist davon nichts erhalten.